# Матецкий, Владимир Леонардович
Влади́мир Леона́рдович Мате́цкий (14 мая 1952, Москва) — советский и российский композитор, продюсер, радиоведущий, вице-президент авторского Совета Российского Авторского Общества.

## Биография

### Начало. «Удачное приобретение»
Родился 14 мая 1952 года в Москве.
В детстве учился музыке у Софьи Моисеевны Карпиловской, учительницей которой в свою очередь была Елена Фабиановна Гнесина. Основной специальностью Матецкого было фортепиано, но под влиянием «Beatles» он освоил и гитару.
Учился в школе № 57, углублённо изучал английский язык, окончил художественную школу, физ.-мат. школу при Бауманском институте.
С конца 1960-х годов Матецкий выступал в составе различных рок-групп в качестве клавишника, гитариста и бас-гитариста, а также начал сочинять песни — сначала по-английски.
После школы поступил в Московский институт стали и сплавов, где учился с 1969 по 1974 год.
В студенческие годы Матецкий стал бас-гитаристом группы «Удачное приобретение», в репертуаре которой, помимо признанных хитов, стали появляться и его песни. С «Удачным приобретением» Матецкий выступал на «сейшенах» и в рок-фестивалях. Матецкий и другие участники «Удачного приобретения» затем сотрудничали со Стасом Наминым. Первая грамзапись Матецкого на фирме «Мелодия» — в миньоне «Старый рояль».
В 1977 году «Удачное приобретение» записывает несколько музыкальных заставок в ГДРЗ для «Голос России». В записи также принял участие Андрей Макаревич, с которым Матецкий неоднократно выступал совместно. Редакторы радиостанции Михаил Таратута и Михаил Осокин предложили группе продолжить записи. Чтобы избежать проблем с властями, на радио группа записывается под названием «Глобус» (как ансамбль, исполняющий зарубежные песни). Репетиционная база переезжает на улицу 1905 года, в здание газет «Московская правда» и «Московский комсомолец». «Удачное приобретение» выступает в ресторане «Сосновый бор» (Горки 10). Матецкий ушёл из группы и начал брать частные уроки композиции.

### Композитор
После расставания с «Удачным приобретением» Матецкий стал сотрудничать с разными исполнителями как композитор. Первые его песни, вышедшие в записи, — «Фортуна» в исполнении группы «Аракс» и «Больше не встречу» в исполнении группы «Карнавал». После этого песни Матецкого стали исполнять «Веселые ребята», ВИА «Лейся, песня», Гелена Вондрачкова, Яак Йоала, Екатерина Семёнова. В 1983 году вышел магнитоальбом «Банановые острова», записанный ансамблем «Весёлые ребята», выпущенный совместно с Юрием Чернавским. Песни с альбома «Здравствуй, мальчик Бананан», «Робот», «Зебра» приобрели популярность, так и не появившись в теле- или радиоэфире (с песней «Робот» Матецкий и Чернавский участвовали в съёмках передачи «Песня-83», но номер в итоге был вырезан). Сам Матецкий позже вспоминал: 
«Бананы» были буквально на грани, в пяти минутах от того, чтобы оказаться «взятыми в колоду» средствами массовой информации. И кто знает, что бы случилось, выйди этот альбом на пластинке. Ему не хватило чуточку счастья.
В конце 1985 года Матецкий по заказу телевидения написал для Софии Ротару и Яака Йоалы песню «Лаванда», сохранявшую популярность всю вторую половину 1980-х и первую половину 1990-х годов.
В дальнейшем Матецкий написал для Софии Ротару такие песни, как «Луна, луна», «Только этого мало», «Было, но прошло», «Дикие лебеди», «Хуторянка», «Твои печальные глаза», «Засентябрило», «Лунная радуга», «Звёзды как звёзды», «На семи ветрах».
В 1988 году по просьбе режиссёра Василия Пичула Матецкий взялся написать музыку и песни к фильму «Маленькая Вера». Работа была проделана в лихорадочном темпе, но затем выход фильма на экран задерживался из-за конфликта с цензорами. В итоге фильм вышел в прокат не только в СССР, но и на Западе, а во Франции был выпущен диск с саундтреком к нему. После «Маленькой Веры» Матецкий работал с Пичулом над лентами «В городе Сочи тёмные ночи» и «Мечты идиота».
В конце 1980-х годов Матецкий благодаря знанию английского стал координатором «саммита» американских и советских композиторов под лозунгом «Music Speaks Louder Than Words» с советской стороны. Матецкий становится координатором проекта с российской стороны. По итогам встречи фирма «Epic Records» выпустила альбом совместных песен авторов из двух стран; песни Матецкого вошли в него в исполнении Патти Лабель и Энн Мюррей. После этого он принял предложение о совместной работе от продюсера Дезмонда Чайлда.
Матецкий пишет песни и для молодых исполнителей, которым помогают приобрести известность его шлягеры. Среди таких исполнителей:
- Влад Сташевский («Позови меня в ночи»);
- Катя Лель («Огни»);
- Никита («Однажды»);
- Данко («Малыш»).

В 1993 году Матецкий открывает свою студию звукозаписи, просуществовавшую до 2000 года. На ней записывались София Ротару, Влад Сташевский, Сергей Беликов, Вадим Казаченко, Олег Газманов, Стас Михайлов, Владимир Пресняков-старший, Роксана Бабаян, Владимир Маркин, Анка, Катя Лель, Аркадий Хоралов, Вика Цыганова, Александр Малинин, Любовь Успенская.
Матецкий продолжает работу над музыкой для кино и телевидения. Среди его работ в этой сфере — музыка к короткометражному фильму Юрия Грымова «Мужские откровения», музыкальное оформление передач каналов ТВЦ и ОРТ. С 2008 по 2012 год вёл на радиостанции «Серебряный дождь» программу «Слова и музыка Владимира Матецкого». В конце 2009 года записал роль Блокнота в радиоспектакле по сказке Александра Коротича «Жужа. Путешествие драндулёта».
Среди поэтов, с которыми работал Матецкий, — Михаил Шабров («Лаванда», «Автомобили», «Было, но прошло», «Луна-луна», «Дикие лебеди», «Караван любви», «В городе Сочи», «Хуторянка»), Игорь Кохановский («Больше не встречу», «Только с тобой»), Михаил Танич («Да-да-да-да», «Чертаново», «Ожидание любви», «Песня нашего лета», «Одесса»), Валерий Сауткин («Шутовское королевство», «Пока не кончен путь»), Лилиана Воронцова («Ночной мотылёк», «На седьмом небе», «Как чужие», «Я тобой называю звёзды»), Игорь Шаферан («Эверест», «Радио-лучше всего», «Я жду почтальона»), Александр Шаганов («Скамейка в парке», «Свитерок»), Илья Резник («Позови меня в ночи»), Михаил Файбушевич («Как бы не так», «Если ты меня ждёшь», «Я касаюсь губ твоих», «Лунная радуга», «Фонари», «Пара белых голубей», «Звёзды как звёзды»), Карен Кавалерян («Глаза чайного цвета», «Танцы двух теней», «Спичка»). В начале 2007 года стал соавтором нового альбома группы «Машина времени», записанного в лондонской студии «Abbey Road». Продюсировал группу «Горький мёд».
Матецкий занимает пост вице-президента Авторского совета Российского авторского общества (до 2003 года возглавлял эту структуру). Постоянный член жюри конкурсов, в том числе по отбору на Евровидение. Женат, имеет двоих детей, живёт и работает в Москве.
В январе 2015 года написал совместно со Стасом Михайловым и Леонидом Гуткиным на стихи Михаила Андреева песню «Любовь запретная» к сериалу «Последний Янычар», а также написал совместно с Леонидом Гуткиным на стихи Дениса Майданова песню «Акапелла души» к сериалу «Свет и тень маяка». Стал одним из соавторов песни «A Million Voices», исполненной на «Евровидении-2015» Полиной Гагариной.

## Достижения и награды
- «Овация» — премия 1997 года за «шлягер года» («Позови меня в ночи», исп. Влад Сташевский)
- «Песня года» — лауреат всех фестивалей начиная с 1986 года
- Чарт «МУЗ-ТВ» — в 2000 году песня «Малыш» в исполнении Данко оставалась в чарте на протяжении рекордных 32 недель.

## Семья
- Жена Анна Юрьевна Матецкая (род. 15 февраля 1966), двое детей — сын Леонид Матецкий (род. 2001) и дочь Мария (д. Матецкая) (род. 17 октября 1987) замужем, окончила МГИМО, факультет международного права[1].

## Творчество
| - «Автомобили» (ВИА «Весёлые ребята») - «Балет» (Александр Буйнов) - «Белый букет» (Анне Вески) - 1997 — «Берег» (Влад Сташевский) - «Больше не встречу» (Александр Барыкин и гр. «Карнавал»; Николай Расторгуев; Владимир Кузьмин) - «Брошенный Богом мир» (гр. «Машина времени») - «Была не была» (София Ротару) - 1997 — «Было время» (София Ротару) - «Было, но прошло» (София Ротару) - «В городе Сочи» (Александр Буйнов) - 1997 — «В разгаре лета» (Роксана Бабаян) - «Весна, что свела нас с ума» (София Ротару) - 1993 — «Вкус любви» (София Ротару) - «Вот такая история» (София Ротару) - «Восточный календарь» (Роксана Бабаян) - «Время моё» (София Ротару) - «Всё это было» (Анне Вески) - «Восток-дело тонкое» (Роксана Бабаян) - 1997 — «Глаза чайного цвета» (Влад Сташевский) - «Горькие слёзы» (София Ротару) - «Давний разговор» (Роксана Бабаян и Урмас Отт) - «Да-да-да-да» (ВИА «Весёлые ребята») - «Дворы» (Юрий Березин) - «Дикие лебеди» (София Ротару) - «Дни моих тревог» (Влад Сташевский) - «Друзья остаются друзьями» (Владимир Матецкий) - «Дым любви» (Гелена Вондрачкова) - «Ереван» (Роксана Бабаян) - «Если ты меня ждёшь» (Влад Сташевский) - «Жёлтая ночь» (Вадим Казаченко) - «Жил в Африке слон» (ВИА «Весёлые ребята») - «Засентябрило» (София Ротару и Николай Расторгуев) - «Звёзды далёкой свет» (гр. «Маки») - «Золотое сердце» (София Ротару) - «Из-за любви» (Роксана Бабаян) - «Как бы не так» (Татьяна Буланова) - «Как чужие» (София Ротару) - «Караван любви» (София Ротару) - «Катя-Катерина» (Игорь Николаев и Владимир Матецкий) - «Колдунья» (Влад Сташевский) - «Корабли» (ВИА «Весёлые ребята») - «Луна-луна» (София Ротару) - «Лунная радуга» (София Ротару) - «Любовь прошедшая» (София Ротару) - 2000 — «Малыш» (Данко) - «Мечта без крыльев» (София Ротару) - «Мир надежд моих» (Владимир Кузьмин и гр. «Карнавал») - «Моя любовь» (София Ротару) - «Мужчины и женщины» (Роксана Бабаян, Михаил Державин, Александр Ширвиндт) - «Мы помним всё» или «Лаванда» (София Ротару и Яак Йоала) - «На седьмом небе» (Анне Вески) - «На семи ветрах» (София Ротару) - «Не спросишь» (София Ротару) - 1996 — «Нет мне места в твоём сердце» (София Ротару) - «Нет разлук» (Татьяна Анциферова) - 1994 — «Ночной мотылёк» (София Ротару) - «Ночная птица» (Игорь Николаев) - 1996 — «Ночь любви» (София Ротару) - «Ночь без тебя» (София Ротару) - 1998 — «Огни» (Катя Лель) - «Одесса» (гр. «Маки») - «Один на один» (ВИА «Весёлые ребята») | - «Одинокий тюльпан» (Юрий Березин) - «Однажды» (Никита; Дмитрий Маликов) - «Ожидание любви» (Екатерина Семёнова и Алексей Глызин) - «Океан стеклянных слёз» (Роксана Бабаян) - «Опоздать однажды» (ВИА «Лейся, песня») - «Осенний дым» (Игорь Тальков) - «Осень моя» (ВИА «Весёлые ребята») - 1995 — «Остров любви» (София Ротару) - 1993 — «Пара белых голубей» (София Ротару) - «Песня нашего лета» (София Ротару) - «Поздно» (София Ротару) - 1996 — «Позови меня в ночи» (Влад Сташевский) - «Посмеяться над собой» (ВИА «Здравствуй, песня») - «Праздничный стол» (Роксана Бабаян) - «Прикоснись ко мне» (София Ротару) - «Прости» (Роксана Бабаян) - «Прощальный перрон» (София Ротару) - «Пустое слово» (Владимир Кузьмин и гр. «Карнавал») - «Радио лучше всего» (ВИА «Лейся, песня») - «Рядом со мной» (ВИА «Лейся, песня») - «Свет ласковых звёзд» (Роксана Бабаян) - 1997 — «Свитерок» (София Ротару) - «Сделай ночь такой» (София Ротару) - «Синьорита Наташка» (Влад Сташевский) - «Скажешь мне, прости» (София Ротару) - «Скамейка в парке» (Влад Сташевский) - «Снежинка» (София Ротару) - «Солнечный жар» (Марью Ляник) - «Солнечный остров» (Роксана Бабаян) - «Спичка» (Влад Сташевский) - «Спорт и мода» (гр. «Маки») - «Счастливый случай» (ВИА «Весёлые ребята») - «Счастье близко, счастье далеко» (Роксана Бабаян) - «Так случилось» (гр. «Маки») - «Танцующая ночь» (Роксана Бабаян) - «Танцы двух теней» (Влад Сташевский) - 1997 — «Твои печальные глаза» (София Ротару) - «Телеграмма» (ВИА «Весёлые ребята») - «Только бы знать» (Анне Вески) - «Только с тобой» (ВИА «Самоцветы») - «Только этого мало» (София Ротару) - «Тринадцать» (Роксана Бабаян) - «Ты со мной» (Роксана Бабаян) - «У беды глаза разлуки» (Евгений Гетманский) - «Ультрафиолет» (гр. «Ультра») - «Фантастика» (Игорь Николаев) - «Фонари» (Влад Сташевский) - «Фортуна» (гр. «Аракс») - «Хуторянка» (София Ротару) - «Цавэт танэм» (Роксана Бабаян) - «Чайные розы в купе» (София Ротару) - 1994 — «Чары колдовские» (Роксана Бабаян) - «Чертаново» (ВИА «Весёлые ребята») - «Чтобы любимая» (Роксана Бабаян) - «Шутовское королевство» (ВИА «Весёлые ребята») - «Эверест» (гр. «Диалог») - «Эхо» (София Ротару) - «Южный ветер» (София Ротару) - «Я жду почтальона» (Яак Йоала) - «Я к тебе иду» (Влад Сташевский) - 1996 — «Я касаюсь губ твоих» (Наталья Новикова) - «Я не сказала главного» (Роксана Бабаян) - «Я скучаю очень-очень» (София Ротару) - «Я тобой называю звёзды» (София Ротару) |

### Музыка к фильмам
- 1988 — «Маленькая Вера»
- 1995 — «Крестоносец»

### Музыка к заставкам телепередач
Большая часть из перечисленных передач, к которым Матецкий писал музыкальные треки, выходила в эфир на канале ТВЦ:
- «L-клуб» (1993—1995)
- Заставки и перебивки ТВЦ («В эфире ТВЦ», «Сериал», «Реклама», «Кино», «Киносериал», «Спорт», «Музыка», «Смотрите на канале», «До завтра на ТВЦ») (1999—2001)
- «Настроение» (1999—2001)
- «События» / «События: время московское» (1999—2001)
- Программа передач ТВЦ (1999—2004)
- «Деловая Москва» (1999—2001)
- «Дата» (1999—2004)
- «Спортивный экспресс» (1999—2003)
- «Постскриптум» (1999—2000)
- «Петровка, 38» (1999—2006)
- «Лицом к городу» / «Лицом к людям» (1999—2001)
- «С утра попозже» (1999—2000)
- «Грани» (1999—2000)
- «Особая папка» (1999—2002)
- «Неделя» (1999—2000)
- «Секретные материалы: расследование ТВЦ» (1999—2004)
- «Поздний ужин» (1999—2004)
- «Вёрсты» (2000—2003)

Был композитором популярного рекламного ролика вентиляторного завода «Мовен» (1991), известного фразой «Вам пора и вам пора с вентиляторным заводом заключать договора!».